# Kylian Hazard
Kylian Hazard (* 5. August 1995 in La Louvière) ist ein belgischer Fußballspieler.

## Karriere
Hazard begann seine Karriere beim AFC Tubize. 2011 wechselte er nach Frankreich in die Akademie des OSC Lille.
Zur Saison 2013/14 wechselte Hazard zurück nach Belgien zum Zweitligisten Royal White Star Brüssel. Im September 2013 debütierte er gegen den AFC Tubize in der Zweiten Division. Nach vier Spielen in der zweithöchsten Spielklasse wechselte er im Sommer 2014 zum Erstligisten SV Zulte Waregem. Für Zulte Waregem debütierte er im August 2014 im Rückspiel der dritten Runde der Europa-League-Qualifikation 2014/15 gegen den FK Schachzjor Salihorsk.
Nach nur fünf Pflichtspielen für Zulte Waregem wechselte er im Sommer 2015 nach Ungarn zu Újpest Budapest. Sein Debüt in der Nemzeti Bajnokság gab er im Juli 2015 am ersten Spieltag der Saison 2015/16 gegen den Paksi FC.
Im Sommer 2017 wechselte er zum FC Chelsea, bei dem sein älterer Bruder Eden ebenfalls unter Vertrag stand. Dort stand er im Kader der U23, die in der Premier League 2 antrat.
Am 31. August 2018 wechselte Hazard zunächst bis zum Ende der Saison 2018/19 auf Leihbasis zum belgischen Erstligisten Cercle Brügge. Nach 17 Ligaeinsätzen, in denen er 4 Tore erzielte, wurde Hazard Anfang Mai 2019 fest verpflichtet und mit einem Vertrag mit einer Laufzeit bis zum 30. Juni 2023 ausgestattet. In der Saison 2020/21 kam er auf 18 von 34 möglichen Ligaspielen und schoss dabei ein Tor. Mitte Januar 2021 wurde er von Cercle „wegen mangelnder Professionalität“ in den B-Kader eingruppiert und bestritt dann über ein Jahr kein Spiel mit der ersten Mannschaft.
Ende Januar 2022 wurde er für den Rest der Saison mit anschließender Kaufoption an den Zweitdivisionär RWD Molenbeek ausgeliehen. Insgesamt bestritt Hazard 10 von 12 möglichen Ligaspiele für RWDM, bei denen er zwei Tore schoss, sowie die beiden Relegationsspiele. Nach einer 0:1-Heimniederlage gegen den RFC Seraing und einem torlosen Unentschieden auswärts verblieb der RWDM in der Division 1B.
Nach Ablauf der Ausleihe hätte Hazard in der Saison 2022/23 wieder zum Kader von Cercle Brügge gehört. Mitte Juni 2022 wurde der Vertrag vorzeitig zum Ende der Saison 2021/22 aufgelöst. Zwei Tage später unterschrieb er bei RWD Molenbeek einen Vertrag mit einer Laufzeit bis zum Ende der Saison 2023/24 mit der Option der Verlängerung um eine weitere Saison.
In der Saison 2022/23 waren es 22 von 32 möglichen Ligaspielen, in denen er sechs Tore schoss, sowie zwei Pokalspiele. Die Saison endete mit dem Aufstieg von RWD Molenbeek in die Division 1A.
In der Vorbereitung auf die Saison 2023/24 verletzte sich Hazard bei einem Freundschaftsspiel gegen Standard Lüttich am vorderen Kreuzband und Außenmeniskus. Es wurde ein Ausfall von einem halben Jahr erwartet. Im Februar 2024 wechselte er auf Leihbasis bis zum Saisonende zum belgischen Zweitligisten SK Beveren.

## Persönliches
Hazards Brüder Eden und Thorgan sind ebenfalls Fußballspieler und beide belgische Nationalspieler.